# Ignacio Mieres
Ignacio Mieres (Buenos Aires, Argentina, 6 d'abril de 1987) és un jugador de rugbi a 15 argentí. Juga amb la selecció argentina i Fou cedit al club de la Unió Esportiva Arlequins de Perpinyà (USAP) el 2009.

## Carrera
Al club
- Esportiva Francesa (Argentina)
- 2008: Leicester Tigres
- 2008 - 2009: París Stade francès (cap partit jugat, no classificat per excés d'extracomunitaris)
- 2009: USAP

Palmarès
- Campió de França amb la USAP